# História dos judeus na Nova Zelândia
Os primeiros colonos judeus na Nova Zelândia eram comerciantes anglo-judeus.

## Primeiros imigrantes
Comerciantes anglo-judeus estavam entre os primeiros imigrantes a partir da década de 1830.
Joel Samuel Polack, o mais conhecido e mais influente deles, chegou à Nova Zelândia em 1831.
John Israel Montefiore, também um judeu nascido na Austrália, deixou Sydney, Austrália rumo à Nova Zelândia em outubro de 1831. Tornou-se comerciante em Tauranga e Kororareka, e mais tarde, Auckland, onde ele se destacou em assuntos cívicos.
Retornando brevemente à Inglaterra em 1837, Polack escreveu dois livros populares sobre suas viagens de 1831 a 1837 na Nova Zelândia. Além de serem guias de viagem divertidos para novos gostos (corações de palma, por exemplo), pontos turísticos e sons (tatuagens māori, pássaros exóticos), etc., seus livros eram um grito de guerra para o desenvolvimento comercial, especificamente para a produção de linho que ele acreditava ser possível em uma escala lucrativa.
Em 1838, em depoimento a um inquérito da Câmara dos Lordes sobre o estado das ilhas da Nova Zelândia, Polack alertou que um assentamento europeu desorganizados destruiria a cultura māori, e defendeu a colonização planejada. Com a assinatura do Tratado de Waitangi em 6 de fevereiro de 1840, o caminho foi liberado para a colonização e os primeiros imigrantes legítimos. O governo britânico e a especulativa Companhia da Nova Zelândia, entre os quais os patrocinadores financeiros estavam a rica família anglo-judaica Goldsmid
Abraham Hort Jr, relacionado por laços familiares e comerciais ao banco Mocatta & Goldsmid, chegou a Wellington no barque Oriental em 31 de janeiro de 1840
Os negócios de Hort e a liderança cívica foram rapidamente reconhecidos na nova colônia. Poucos meses depois de sua chegada, ele foi eleito um dos dois policiais da nova força policial de Wellington. Hort foi um promotor dos primeiros assuntos cívicos de Wellington, judeus e não-judeus.
David Nathan era um importante empresário e benfeitor de Auckland, que talvez seja mais conhecido por estabelecer a empresa L.D. Nathan and Company. Ele deixou Sydney para a Baía das Ilhas no Aquiles em 21 de fevereiro de 1840.
Nathaniel William Levin foi outro imigrante antigo, que se tornou um notável comerciante em Wellington e um político. Ele chegou a Wellington em 30 de maio de 1841 no Aracne.

## Fatores econômicos e religiosos no início da emigração anglo-judaica
O pai de Hort, Abraham Hort Senior viu a Nova Zelândia como um possível refúgio para judeus ingleses empobrecidos e um refúgio potencial para judeus oprimidos do leste europeu e de outros lugares.